# Голубєв Гліб Миколайович
Гліб Миколайо́вич Го́лубєв (рос. Глеб Никола́евич Го́лубев, 15 січня 1926, Твер — пом.14 жовтня 1989, Москва) — російський радянський письменник-фантаст, автор пригодницьких творів, журналіст та публіцист.

## Біографія
Гліб Голубєв народився у 1926 році у Твері, невдовзі перейменованій на Калінін. Перед радянсько-німецькою війною, у 1941 році, він закінчив у рідному місті 8 класів середньої школи, і після того, як лінія фронту підійшла до міста, Гліб Голубєв разом із матір'ю евакуювався на Урал, у місто Асбест. Там хлопець одночасно працював у колгоспі, та у вечірній час навчався у ФЗУ. Після закінчення училища Голубєв працював машиністом електровоза на руднику, пізніше начальником зміни і нормувальником. За два роки Гліба Голубєва призвали до армії, проте в діючу армію його не взяли у зв'язку із поганим зором, і він служив у запасному полку на Уралі писарем. Після закінчення війни Голубєв повернувся до рідного міста, де екстерном закінчив середню колу, та одночасно працював у місцевому радіокомітеті спочатку диктором, а пізніше літературним співробітником. Після отримання документу про повну середню освіту він вступив на сценарний факультет Московського інституту кінематографії, який закінчив у 1952 році. Проте після закінчення інституту Голубєв розчарувався у кінематографії, проте зацікавився журналістикою, і розпочав працювати в журналі «Крестьянка», спочатку позаштатним працівником, а потім редактором у відділі науки. Далі він перейшов на роботу роз'їзним кореспондентом журналу «Вокруг света», багато подорожував по СРСР, друкувався не лише за основним місцем роботи, але й у журналах «Смена», «Пионер» та інших періодичних виданнях. Одночасно із журналістською роботою займався й літературною діяльністю, писав як художні, так і науково-популярні книги.
Помер Гліб Голубєв у Москві 14 жовтня 1989 року.

## Літературна творчість
Ще у студентські роки Гліб Голубєв розпочав друкувати статті на науково-популярні тем у московських журналах. Першим його літературним твором стало історичне оповідання «Під чужим іменем», опубліковане в журналі «Вокруг света» в 1955 році. Першим фантастичним твором письменника став фантастичний нарис «Міжпланетний репортаж», також опублікований в журналі «Вокруг света», в 1956 році. Переважна більшість творів Гліба Голубєва присвячені науково-популярній фантастиці, згідно із висловом самого Голубєва: «Я старався наслідувати цей напрям творчості, початок якому поклав наш великий батько — Жуль Верн своїми класичними „Незвичайними подорожами“, як назвав він серію своїх безсмертних романів» (рос. Я старался следовать тому направлению, начало которому положил великий отец наш – Жюль Верн своими классическими «Необычными путешествиями», как назвал он серию своих бессмертных романов). Частина творів письменника написані в детективно-пригодницькому жанрі, частина творів написана на морську та пригодницько-географічну тематику. Більшість повістей письменника об'єднані у два цикли — «Професор Жакоб», повісті з якого написані на теми парапсихології, до якого входять твори «Голос із ночі», «Пригадай!», «Переселення душ» та «Лунатики»; та цикл «Сергій Сергійович Волошин», написаний на теми науково-пригодницької літератури, до якого входять повісті «Вогняний пояс», «Гість із моря», «Піратський скарб», "Секрет «Лоліти» та «Паща диявола». Окрім цього, Гліб Голубєв у співавторстві з Олексієм Леонтьєвим написав кіносценарій «До побачення, Земля!», опублікований у журналі «Техника – молодежи» в 1961 році, в якому розповідається про виявлення на супутнику Марса Деймосі земною експедицією доказів прильотів на Землю марсіанських космічних кораблів у далекому минулому.
Частина творів Гліба Голубєва відносяться до документально-мемуарної літератури. У 1962 році він видав книгу «Життя Данила Заболотного» про життя всесвітньо відомого українського мікробіолога Данила Заболотного. У 1979 році Гліб Голубєв видав книгу «Великий сіяч. Микола Вавилов» про життя вченого-генетика Миколи Вавилова. у 1982 році вийшла у світ книга Голубєва «Той, що сколихнув світ» про життя Чарлза Дарвіна. У останні роки свого життя Гліб Голубєв працював над книгою «Колумби росські», присвячені опису життя та географічних відкриттів російських мореплавців XVIII століття, яка й стала останньою виданою книгою письменника.

## Переклади
Твори Гліба Голубєва перекладені низкою мов світу, зокрема німецькою, болгарською, китайською, польською, угорською мовами. Українською мовою перекладені повісті автора «Вогонь-охоронець» та «Таємниця піраміди Хірена»

## Особисте життя
Гліб Голубєв був двічі одруженим. Його син від першого шлубу — Михайло Осокін, тележурналіст, із яким він майже не спілкувався.

### Повісті
- 1956 — Золотая медаль Атлантиды
- 1962 — По следам ветра
- 1964 — Огонь-хранитель
- 1964 — Тайна пирамиды Хирена
- 1965 — Огненный пояс
- 1966 — Долина, проклятая аллахом
- 1967 — Гость из моря
- 1968 — Голос в ночи
- 1969 — Следствие сквозь века
- 1971 — Пиратский клад
- 1971 — Письмо с того света
- 1972 — «Вспомни!»
- 1974 — Секрет «Лолиты»
- 1974 — След Золотого Оленя
- 1976 — Лунатики
- 1976 — Переселение душ
- 1977 — Пасть дьявола
- 1980 — К неведомым берегам
- 1981 — «Потомкам для известия»
- 1984 — Шлиссельбургская нелепа
- 1986 — Курс — неведомое

### Оповідання
- 1955 — Под чужим именем
- 1956 — Знакомое лицо
- 1956 — Межпланетный репортаж
- 1956 — Погода на заказ
- 1956 — Пытливый странник
- 1957 — «Будь готов!»
- 1957 — Пленница северного озера
- 1958 — Марьяна
- 1958 — Один в океане
- 1958 — Открытия в кабинете
- 1958 — По дорогам смерти
- 1958 — Побег в неведомое
- 1958 — Родная сторона
- 1958 — Таинственный мир
- 1966 — Искатель молодости
- 1981 — Украденная Атлантида
- Знамя (публікація в мережі Інтернет)

### Документальні твори
- 1960 — Неразгаданные тайны
- 1962 — В гостях у моря
- 1962 — Житие Даниила Заболотного
- 1979 — Великий сеятель. Николай Вавилов
- 1982 — Всколыхнувший мир
- 1989 — Колумбы росские